# Борисовское (Омская область)
Борисовское — село в Шербакульском районе Омской области России. Административный центр Борисовского сельского поселения. Население 979 чел. (2010) .

## География
Борисовское находится в юго-западной части Омской области, в пределах Ишимской равнины, являющейся частью Западно-Сибирской равнины.
Абсолютная высота — 109 м над уровнем моря.

## История
В 1928 году Пленумом ЦК ВКП(б) было принято постановление о создании совместно с американскими фирмами акционерных объединений по зерновым, молочным, мясным и свиноводческим совхозам на целинных землях Сибири, Казахстана и Северного Кавказа. В Омском округе совхозы создавались в Борисовском (Шербакульском), Новоуральском, Черлакском и других районах, а названия совхозы получали по названиям районов. Торжественное открытие совхоза «Борисовский» состоялось 8 мая 1929 года. Его площадь включала до 80 тыс. гектаров пахотных угодий. В 1931 году посёлок центральной усадьбы совхоза «Борисовский» был преобразован в рабочий посёлок Борисовский. Указом Президиума Верховного Совета РСФСР от 25 апреля 1957 года рабочий посёлок Борисовский Шербакульского района Омской области отнесен к категории сельских поселений.
С 1931 по 1957 году являлось рабочим посёлком Борисовский.
В соответствии с Законом Омской области от 30 июля 2004 года № 548-ОЗ «О границах и статусе муниципальных образований Омской области» село возглавило образованное муниципальное образование «Борисовское сельское поселение».

## Население
| 2010 |
| ---- |
| 979  |

Гендерный состав
По данным Всероссийской переписи населения 2010 года в гендерной структуре населения из 979 человек мужчин — 466, женщин — 513	(47,6 и 52,4 % соответственно)
Национальный состав
Согласно результатам переписи 2002 года, в национальной структуре населения русские составляли 74 % от общей численности населения в 1263 чел..

## Инфраструктура
Администрация поселения. Охотхозяйство «Шербакульское».
Развитое сельское хозяйство. Личное подсобное хозяйство.

## Транспорт
Стоит на автодороге «Бакбасар — Азово — Шербакуль — Полтавка» (идентификационный номер 52 ОП РЗ К-27).
Просёлочные дороги.